# Naves (Allier)
Naves település Franciaországban, Allier megyében. Lakosainak száma 137 fő (2022. január 1.). Naves Bellenaves, Charroux, Saint-Bonnet-de-Rochefort, Taxat-Senat, Valignat és Vicq községekkel határos.

## Népesség
A település népességének változása:
| Lakosok száma | 210  | 129  | 108  | 114  | 113  | 110  | 119  | 125  | 125  | 137  |
|               | 1968 | 1982 | 1990 | 2006 | 2013 | 2015 | 2017 | 2019 | 2020 | 2022 |